# Hicksville (fumetto)
Hicksville (Hicksville) è un fumetto neozelandese scritto e disegnato da Dylan Horrocks. Edito per la prima volta in lingua originale nel 1998 da Black Eye Books (radunando le storie apparse precedentemente su Pickle), in italiano è stato pubblicato a partire dal 2003 dalla casa editrice Black Velvet.
(Dylan Horrocks)

## Trama
Il giornalista canadese Leonard Batts giunge nel piccolo villaggio di Hicksville, in Nuova Zelanda, per scrivere un articolo su Dick Burger, un fumettista trentenne di enorme successo originario proprio di Hicksville. Batts scopre che in quella località tutti sono esperti e amanti dei fumetti, ma al contempo tutti sembrano odiare Dick Burger.
Batts decide di scoprire le ragioni di questo odio intervistando e diventando anche amico di alcuni abitanti del villaggio. Al termine delle sue indagini, viene a conoscenza di una biblioteca segreta a cui si può accedere solamente attraverso un passaggio segreto celato all'interno di un faro. In questa biblioteca è conservata la più grande collezione mondiale di fumetti, con esemplari rarissimi e addirittura fumetti mai pubblicati disegnati da grandi artisti (per esempio Picasso).
Dick Burger aveva sottratto dalla biblioteca uno di questi fumetti inediti e lo aveva ridisegnato, spacciandolo poi come opera propria. Grazie a questa indebita appropriazione, Burger aveva ottenuto fama internazionale, ma gli abitanti di Hicksville, gli unici a conoscere quel segreto, non gli hanno mai perdonato il gesto.
Batts incontra poi Burger per avvertirlo di essere a conoscenza della sua truffa, ricevendo in cambio delle minacce. Batts decide di non rivelare il segreto, ma di tornare a Hicksville per scoprire altri tesori nascosti nella biblioteca.

## Edizioni
- Dylan Horrocks, Hicksville, traduzione di Omar Martini, Black Velvet, 2012,  p. 271, ISBN 978-88-96197-42-4.